# Maria Estrela Divina
A Irmã Maria Estrela Divina (4 de Agosto de 1904 – 5 de Outubro de 1961) foi uma professora primária e religiosa terciária. 
Mística estigmatizada, difundiu a devoção aos Sagrados Corações de Jesus e Maria, e à sua intercessão atribuem-se inúmeras graças e milagres.
Encontra-se sepultada na Sé de Braga.